# Mobile Chateau
Mobile Chateau è il terzo album in studio del cantautore statunitense Matt Costa, pubblicato nel 2010.

## Tracce
Tutte le tracce sono state scritte da Matt Costa, eccetto dove indicato.

1. The Season – 3:08
2. Johnny's Love of Majik – 2:53
3. Drive – 2:27 (Matt Costa, Bob Lind)
4. Mobile Chateau – 2:17
5. Can You Tell Me – 2:46
6. Idol – 3:19 (Matt Costa, Robb Rowe)
7. Witchcraft – 3:45
8. Painted Face – 3:15
9. Bleeding Hearts – 3:42
10. Secret – 3:02
11. Strings of Change – 2:15 (Matt Costa, Danny Garcia)
12. Next Time – 3:01

Traccia Bonus (iTunes)
1. Mayor Harrison – 2:47